# Borren

Borren är en fornborg i Börringe socken i Svedala kommun i Skåne. Den ligger på en uppodlad halvö i Börringesjöns norra del och skyddas från landsidan av Drottning Margaretas vall, även kallad Borravallen. Få lämningar av fornborgen är synliga idag. Dess militära funktion ersattes under medeltiden av det närbelägna Lindholmen. 
Fornborgen är 530 gånger 200-450 meter stor och begränsas av branta och upp till 10 meter höga strandbrinkar samt en 500 meter lång vall (Drottning Margaretas vall) som är 20-30 meter bred och 1-2,5 meter hög. Vallen har dubbla rader av nyplanterade ekar, som ersatt de döda almarna. Mitt i vallen finns en 10 meter bred ingång. Tidigare fanns en cirka 30 gånger 40 meter stor och 0,5 meter hög platå strax innanför denna, men den  utplanades under 1970-talet och uppodlad. Kanske användes platsen 1395 som tältläger vid det av Drottning Margareta arrangerade stormötet om Albrekt av Mecklenburgs frigivning, men anläggningen är sannolikt betydligt äldre. Den tros vara från 700-talet.